# Хуан Ї (письменник)
Хуан Ї (кит. спр. 黄易, піньїнь: Huang Yi; 15 березня 1952, Гонконг — 5 квітня 2017, Гонконг), ім'я при народженні Хуан Цзуцян (кит. спр. 黃祖強, піньїнь: Huang Zuqiang), також відомий як Вон Ї та Вон Онь — гонконзький письменник, автор романів у жанрі наукової фантастики та бойових мистецтв. Хуан Ї є автором з найвищим показником видачі книг у бібліотеках Тайваню протягом багатьох років поспіль (2010-2016).